# David Hodges
David Hall Hodges (Little Rock, 5 de dezembro de 1978) é um músico americano. Ex-integrante da banda americana Evanescence, na qual tocava piano e fazia vocais masculinos. Ele saiu da banca em 2003, logo após a gravação do álbum Fallen, que recebeu 2 prêmios no Grammy de 2004.
David nasceu em Little Rock, Arkansas, e se juntou à banda Evanescence em 1999.
No Evanescence, sua voz é mais evidente nas músicas Where Will You Go, Anywhere e Before The Dawn. Depois que o álbum Fallen ficou pronto, David decidiu deixar a banda por diferenças criativas com o restante do grupo. Ainda assim, ele saiu com boas relações com os demais integrantes e seguiu carreira como artista solo.
Hodges é o fundador da banda Trading Yesterday, na qual toca com os amigos Mark Colbert e Steven McMorran.
David compôs Because of You e Addicted com Kelly Clarkson e Ben Moody, sendo dele o clássico toque de piano de Because Of You.

## Vida pessoal
Hodges namorou com Kelly Clarkson quando trabalharam juntos no segundo álbum dela, Breakaway. Porém, Kelly o pegou no flagra beijando uma garota, a qual ela já desconfiava que pudesse ser sua amante. Kelly recebeu uma carta de David pedindo desculpas, mas aquela foi a gota d'água. No dia em que recebeu a carta, ela fez um show em Nova Orleans, mas estava com tanta raiva de Hodges que cancelou as visitas ao camarim e se trancou no banheiro, escrevendo a música Never Again, que se tornaria, em 2007, o primeiro single do terceiro álbum de estúdio de Kelly Clarkson, My December.
Posteriormente, ele se casou com a amante e fundou a banda Trading Yesterday.
Em 2007, quando a letra de Clarkson sobre o fim do relacionamento dos dois tornou-se um single, David respondeu a Kelly com Just a Little Girl, disponibilizando a música no MySpace da banda.
Em 2009, Hodges lançou um álbum solo intitulado The Rising EP, e em dezembro de 2010 lançou um álbum acústico com músicas novas. Ainda em 2010, ele ajudou a compor músicas para vários artistas como Simple Plan, David Cook, Adam Lambert, entre outros.
No outono de 2010, Hodges lançou um projeto chamado Avox. O álbum se chama The Fragile World e contém 16 faixas que misturam rock, música eletrônica e clássica.
Em 2012, Hodges trabalhou com Avril Lavigne e de Chad Kroeger, cantor do Nickelback, no 5º álbum da cantora, intitulado Avril Lavigne e lançado em novembro de 2013. Juntos, Lavigne e Hodges escreveram 10 das 13 músicas deste álbum.
Em 2015, Avril Lavigne divulgou a música Fly, composta também por ela e Hodges, onde ficam claro seus arranjos de piano e sua voz, principalmente no refrão da música.

## Discografia

### Solo
- Musical Demonstrations Part 1 (2000)
- The Rising EP (2009)
- The December Sessions, Vol. 1 (2011)
- Passengers: Weapons EP (2013)
- The December Sessions, Vol. 2 (2013)
- Passengers: Sirens EP (2014)
- The December Sessions, Vol. 3 (2015)
- The December Sessions, Vol. 4 (2016)

### Evanescence
- Origin (2000)
- Mystary (2003)
- Fallen (2003)

### Trading Yesterday
- The Beauty and the Tragedy (2004)
- More Than This (completed 2006, released 2011)

### The Age of Information
- Everything is Broken (2007)

### Avox
- The Fragile World (2010)

### Arrows To Athens
- Kings & Thieves (2011)
- Exile (2016)

## Composições
- Going Under - Evanescence (Fallen)
- Bring Me to Life - Evanescence (Fallen)
- Everybody's Fool - Evanescence (Fallen)
- Breathe - Amy Lee feat. David Hodges
- Fall Into You - Amy Lee feat. David Hodges
- Because Of You - Kelly Clarkson (Breakaway)
- Anywhere - Evanescence (Origin)
- Field Of Innocence - Evanescence (Origin)
- Ice Cream and Heartache - Taylor Swift feat. Alexander Mackintosh
- Rock N Roll - Avril Lavigne
- Here's To Never Growing Up - Avril Lavigne
- Bitchin' Summer - Avril Lavigne
- Let Me Go - Avril Lavigne feat Chad Kroeger
- Give You What You Like - Avril Lavigne
- Bad Girl - Avril Lavigne feat Marilyn Manson
- Hello Kitty - Avril Lavigne
- Sippin' On Sunshine - Avril Lavigne
- Hello Heartache - Avril Lavigne
- Hush Hush - Avril Lavigne
- Fly - Avril Lavigne